# 나카무라 키치에몬 (2대)
2대 나카무라 키치에몬(일본어: 二代目 中村吉右衛門 니다이메 나카무라 키치에몬[*], 1944년 5월 22일 ~ 2021년 11월 28일)는 일본의 가부키 배우이다.

## 같이 보기
- 나카무라 키치에몬